# Overstone (Northamptonshire)
Overstone est une paroisse civile et un village du Northamptonshire, en Angleterre.